# Callopistes
Callopistes là một chi thằn lằn trong họ Teiidae. Chúng thường xuất hiện ở Ecuador, Peru và Chile.

## Các loài
- Callopistes flavipunctatus (Duméril & Bibron, 1839)
- Callopistes maculatus Gravenhorst, 1838